# Hapkido
El hapkido (en coreà 합기도 escrit en hangul, i 合氣道 escrit amb hanja) és un art marcial coreà. A primera vista és una combinació de tècniques de taekwondo amb altres d'aikibudo. La seva ensenyança està molt enfocada a la defensa personal.

## Història
La història del hapkido és bastant confusa, però moltes fonts l'atribueixen a dos coreans: Choi Yong Sul (1904-1986) i Ji Han Jae (1936-). Quan era nin, en Choi va anar al Japó, on va fer feina de criat per al mestre del Daito ryu Aiki jutsu, Sokaku Takeda.
En Choi demostrà qualitats en el Daito-ryu Aiki-jutsu i sovint en Takeda l'enviava a enfrontar-se amb altres practicants d'arts marcials. De tornada a Corea, en Choi començà a donar classes d'arts marcials. Un dels seus alumnes, Ji Han Jae, incorporà tècniques coreanes tradicionals de coces i cops de puny (derivades del Tae Kyon i el Hwarang Do) i al repertori de tècniques resultant li va donar el nom de hapkido el 1959.
A més d'en Choi i en Ji, moltes escoles d'arts marcials coreanes han tingut participació en el desenvolupament de diverses tècniques que han contribuït al hapkido tal com se'l coneix actualment.